# Midrash shem
Le midrash shem (hébreu : מדרש שם) est une technique littéraire de la Bible, consistant en l’insertion au sein du récit d’une interprétation étiologique du nom d’un personnage ou lieu-dit biblique. La technique est également employée dans le Midrash et l’exégèse qui proposent de nouvelles interprétations pour ces noms.

## Midrashei shem dans la Bible hébraïque
Moshe étant ainsi nommé par sa mère adoptive égyptienne « car je l’ai tiré de l'eau » (ki min hamayim meshitihou).